# Szaúd-Arábia vasúti közlekedése

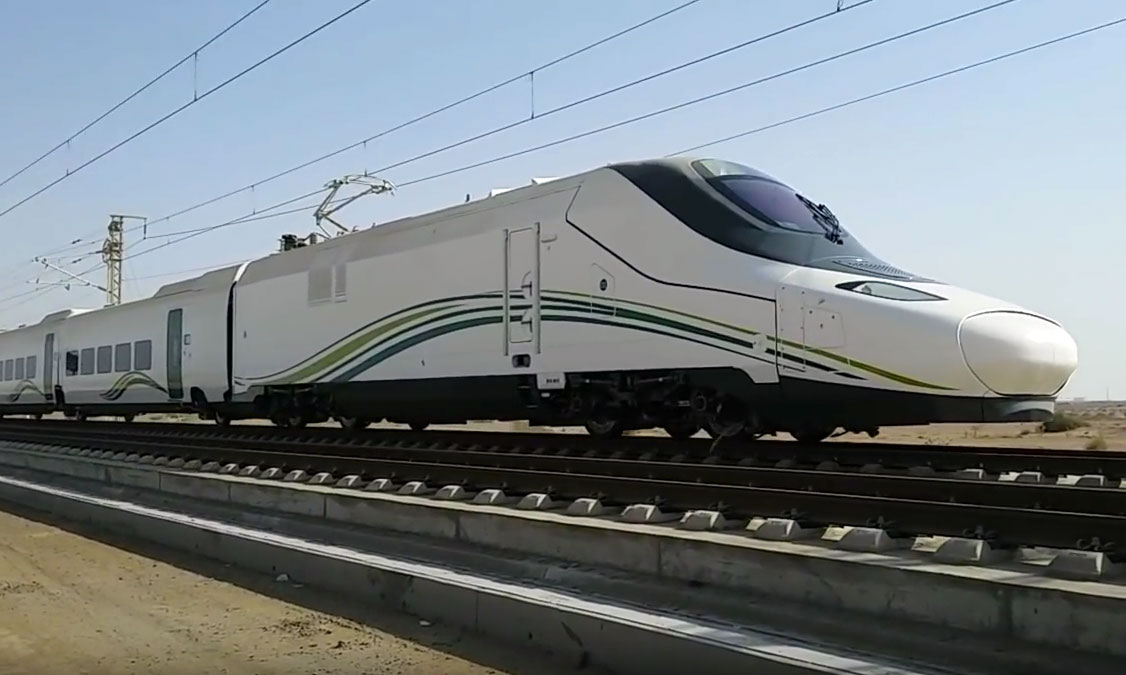
A Haramain HSR egyik motorvonata

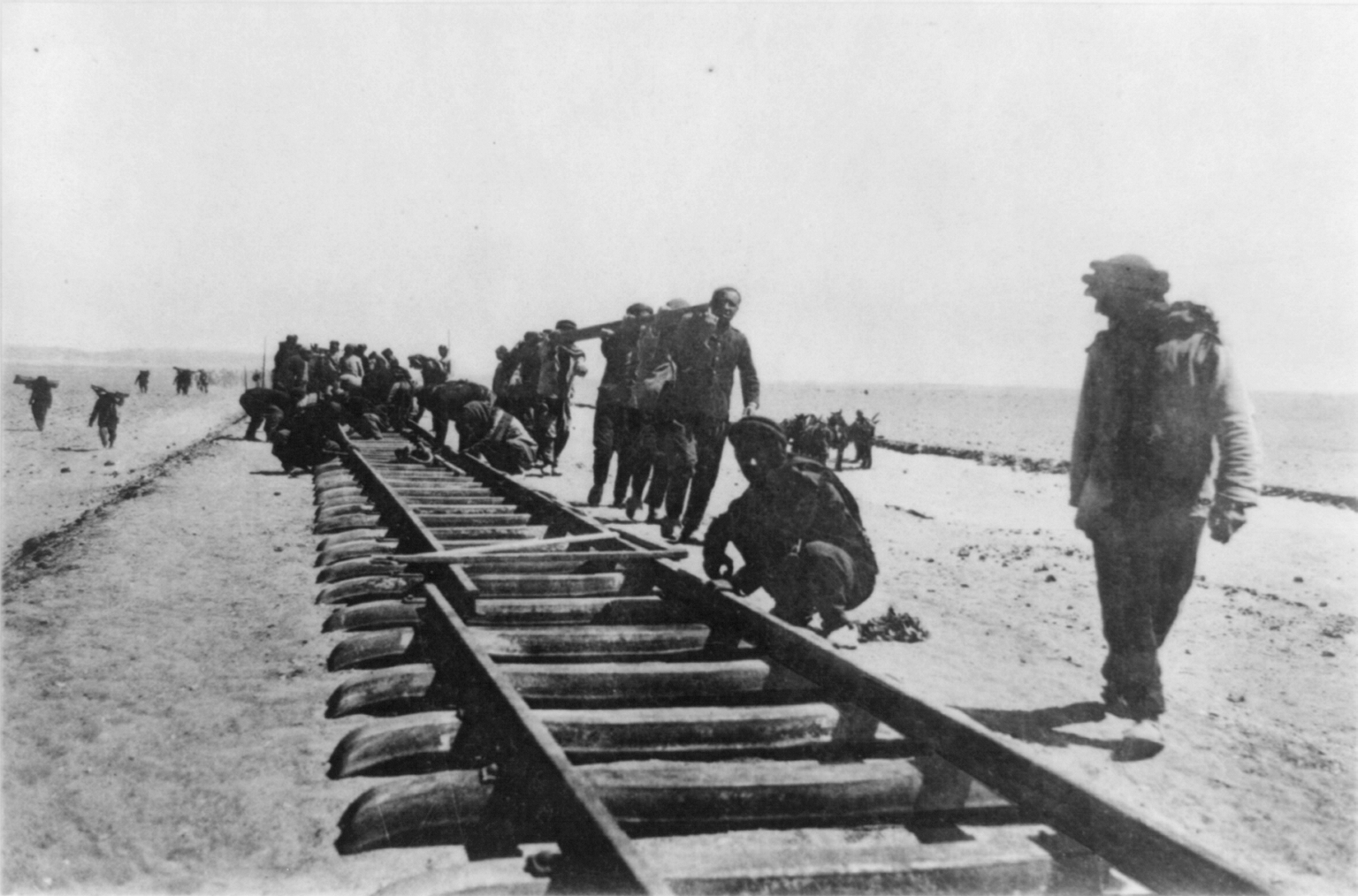
A Hejaz vasútvonal építése 1906-ban

Szaúd-Arábia vasúthálózatának hossza 1378 km, normál (1435 mm) nyomtávolságú. Az első vonal a Hejaz vasútvonal volt, a jordán határ és Medina között. A vonal 1050 mm-es nyomtávú volt; 1908-ban nyílt meg, és 1915-ben szűnt meg. Nemzeti vasúttársasága a Saudi Railway Organization.

## Jelenlegi hálózat
A hálózat két fővonalból áll:
- 1. fővonal: Dammam–Abqaiq–Hofuf–Riyadh: 449,1 km, személyszállítás.
- 2. fővonal: Dammam–Abqaiq–Hofuf–Haradh–Al Kharj–Riyadh: 555,9 km, teherszállítás.
- Haramain HSR: nagysebességű vasútvonal Mekka és Medina között.[2]

Szaúd-Arábiát 1915-ig 1050 mm-es nyomtávú vonal kötötte össze Jordániával.

## Jövőbeli tervek
Szaúd-Arábiának három nagyobb vasúti terve van:
- Szaúdi földhíd: 945 km hosszú vonal Rijád és Dzsidda között, továbbá egy kapcsolódó, 115 km hosszú vonal Dammám és Jubail között. A vasút összekötné a Perzsa-öbölt a Vörös-tengerrel.[3]
- North South Railway(wd): vasút Rijád és Buraidah(wd) között. Elsősorban teherszállító vonal lenne, melyen bauxitot és foszfort szállítanának.[3]

## Járműállomány

### Dízelmozdonyok
A Szaúd Arábia az alábbi dízelmozdonyokkal rendelkezett 2010-ben:
| Sorozat  | Tengelyelrendezés | Darabszám | Forgalomba állás | Teljesítmény (kW) | Max. sebesség (km/h) | Gyártó     |
| -------- | ----------------- | --------- | ---------------- | ----------------- | -------------------- | ---------- |
| SRO 1000 | Bo'Bo'            | 6         | 1947             | 736               |                      | ALCO       |
| SRO 1006 | Bo'Bo'            | 10        | 1968             | 809               | 110                  | EMD        |
| SRO 1016 | Bo'Bo'            | 6         | 1976             | 809               | 110                  | EMD        |
| SRO 1100 | Bo'Bo'            | 5         | 1981             | 809               | 110                  | EMD        |
| SRO 1200 | Bo'Bo'            | 1         | 1956             | 1104              | 110                  | EMD        |
| SRO 1500 | Bo'Bo'            | 2         | 1953             | 1141              | 110                  | ARAMCO     |
| SRO 1502 | Bo'Bo'            | 7         | 1956             | 1288              | 110                  | EMD        |
| SRO 2000 | Bo'Bo'            | 1         | 1973             | 1472              | 110                  | EMD        |
| SRO 2001 | Co'Co'            | 3         | 1976             | 1656              | 110                  | EMD        |
| SRO 2004 | Co'Co'            | 6         | 1978             | 1472              | 110                  | EMD        |
| SRO 3500 | Co'Co'            | 31        | 1981             | 2576              | 160                  | EMD        |
| SRO 3600 | Co'Co'            | 6         | 1982             | 2650              | 160                  | Francorail |

### Dízel motorvonatok
2010-ben rendelt dízel motorvonatok
| Sorozat                                                    | Tengelyelrendezés | Darabszám | Forgalomba állás | Teljesítmény (kW) | Max. sebesség (km/h) | Gyártó |
| ---------------------------------------------------------- | ----------------- | --------- | ---------------- | ----------------- | -------------------- | ------ |
| SRO dízel motorvonat Hivatalos sorozatszáma még nem ismert |                   | 8         | 2010             | 3600              | 200                  | CAF    |